# Shimomura Tomi
Tomi Shimomura (sinh ngày 8 tháng 12 năm 1980) là một cầu thủ bóng đá người Nhật Bản.

## Sự nghiệp câu lạc bộ
Tomi Shimomura đã từng chơi cho Cerezo Osaka, JEF United Chiba, Montedio Yamagata, Shonan Bellmare và Giravanz Kitakyushu.